# 3024 Хайнань
3024 Хайнань (3024 Hainan) — астероїд головного поясу, відкритий 23 жовтня 1981 року.
Тіссеранів параметр щодо Юпітера — 3,078.